# Diego Lapera
Diego José Lapera Sotolongo, född 13 november 1950, är en kubansk före detta volleybollspelare.
Lapera blev olympisk bronsmedaljör i volleyboll vid sommarspelen 1976 i Montréal.